# Олема (село)
О́лема — село в Лешуконском районе Архангельской области. Является административным центром Олемского сельского поселения (муниципальное образование «Олемское») и единственным населённым пунктом в его составе — со статусом села.

## Географическое положение
Село расположено на левом берегу реки Вашка, в устье её притока, реки Олема. Ближайший населённый пункт Олемского сельского поселения, деревня Большая Щелья, расположен в 5 км к юго-востоку. Расстояние до административного центра района, села Лешуконское, составляет 49 км.

## Население
Численность населения села, по данным Всероссийской переписи населения 2010 года, составляла 150 человек.
| Население                            | на 1 января 2010 года |
| ------------------------------------ | --------------------- |
| В возрасте до 16 лет                 | 33                    |
| Трудовые ресурсы (из них работающих) | 66 (58)               |
| Пенсионеры                           | 77                    |
| Всего                                | 179                   |
| Прибыло / выбыло (за год)            | 3 / 2                 |
| Родилось / умерло (за год)           | 2 / 8                 |

## Инфраструктура
Предприятия, организации и объекты социальной сферы, расположенные на территории села (со среднесписочной численностью работников) на 1 января 2010 года:
- филиал ОАО «Архоблэнерго» (5);
- ПО «Усть-Вашка» (6);
- Администрация МО «Олемское» (5);
- МОУ «Олемская средняя общеобразовательная школа» (9);
- фельдшерско-акушерский пункт (2);
- отделение связи (2);
- аэропорт (1);
- дом культуры (3) и др.

На территории населённого пункта расположен аэропорт, обеспечивающий транспортную связь с административным центром района с помощью авиаперевозок.